# Chromatographia
Chromatographia (abrégé en Chromatographia) est une revue scientifique mensuelle à comité de lecture qui publie des articles concernant les domaines de la chromatographie et de l'électrophorèse.
D'après le Journal Citation Reports, le facteur d'impact de ce journal était de 1,411 en 2014. En 2017, les directeurs de publication étaient T. A. Berger, H. Lingeman, G. Massolini, G. K. E. Scriba et R. M. Smith.